# Friedrich Bräuninger (Bibliothekar)
Friedrich Bräuninger (vollständiger Name Friedrich Carl Albert Bräuninger, * 18. Juni 1901 in Berlin; † 28. April 1945 bei Potsdam) war ein deutscher Bibliothekar und Klassischer Philologe.

## Leben
Bräuninger studierte Klassische Philologie, Germanistik und Orientalistik an der Berliner Universität, wo er am 1. März 1926 das Staatsexamen für das höhere Lehramt ablegte und am 6. August 1926 zum Dr. phil. promoviert wurde. Vom 1. April 1926 arbeitete er für zwei Jahre als Assistent am Thesaurus Linguae Latinae in München. Anschließend kehrte er an die Universität Berlin zurück und arbeitete für einige Monate als Assistent am Institut für Altertumskunde (1. Mai bis 30. September 28).
Nach diesen Jahren entschied sich Bräuninger für die Bibliothekslaufbahn. Am 1. Oktober 1928 trat er als Volontär in die Universitätsbibliothek zu Berlin ein; nach einem Jahr wechselte er an die Staatsbibliothek zu Berlin, legte dort am 23. September 1930 die Fachprüfung zum Bibliothekar ab und arbeitete ab dem 8. Oktober 1930 wieder an der Universitätsbibliothek. Zum 1. Mai 1934 wurde er zum  planmäßigen Bibliothekar ernannt, am 1. Oktober 1936 zum Bibliothekar und Abteilungsvorstand der Deutschen Heeresbücherei, am 20. April 1939 zum Bibliotheksrat. Von 1942 bis 1945 war er wissenschaftlicher Bibliothekar bei der Dienststelle Chef der Heeresbüchereien und hier für die Wahrnehmung der fachlichen Aufgaben zuständig.
Gegen Ende des Zweiten Weltkriegs fiel Bräuninger im April 1945 in den Kämpfen bei Potsdam.

## Schriften (Auswahl)
- Untersuchungen zu den Schriften des Hermes Trismegistos Gräfenhainichen 1926 (Dissertation)
- Χαρμόσυνα. In: Hermes. Band 63 (1928), S. 484–485
- Persephone. In: Paulys Realencyclopädie der classischen Altertumswissenschaft (RE). Band XIX,1, Stuttgart 1937, Sp. 944–972.
- Handbuch der Bibliothekswissenschaft. Register: Inhaltsübersicht der drei Bände, Verzeichnis der Abbildungen, Namen- und Sachregister. Leipzig 1942